# Verordnung (EG) Nr. 1370/2007
Die Verordnung (EG) Nr. 1370/2007 (kurz: VO 1370/2007) regelt die Vergabe und Finanzierung von im öffentlichen Interesse liegenden Personenverkehrsleistungen, die auf Basis der am Markt erzielbaren Erlöse von Verkehrsunternehmen nicht erbracht werden, durch die dafür zuständigen Behörden. Sie umfasst den gesamten öffentlichen Personenverkehr im Bereich des Schienenverkehrs und auf der Straße, die Mitgliedstaaten können sie zudem auf öffentliche Personenverkehre auf Binnengewässern und innerhalb der Hoheitsgewässer anwenden. Sie wird auch PSO-Verordnung (englisch Public Service Obligations) genannt.
Vorgänger waren die Verordnung (EWG) Nr. 1191/69 des Rates vom 26. Juni 1969 über das Vorgehen der Mitgliedstaaten bei mit dem Begriff des öffentlichen Dienstes verbundenen Verpflichtungen auf dem Gebiet des Eisenbahn-, Straßen- und Binnenschiffsverkehrs sowie die Verordnung (EWG) Nr. 1107/70 des Rates vom 4. Juni 1970 über Beihilfen im Eisenbahn-, Straßen- und Binnenschiffsverkehr, beide wurden durch die Verordnung (EG) Nr. 1370/2007 aufgehoben.
Seit 3. Dezember 2009 ist die Verordnung in Kraft. Übergangsregelungen bestehen für bereits zuvor abgeschlossene Verkehrsverträge und Betrauungen bis zum 13. Dezember 2019. Soweit vor dem 3. Dezember 2009 abgeschlossene Verträge bereits den Anforderungen der Verordnung entsprechen, sind diese auch nach dem Dezember 2019 zulässig.
Im Dezember 2016 wurde die VO 1370/2007 durch die Verordnung (EU) 2016/2338 geändert. Vor allem wurden den Eisenbahnbereich betreffende Regelungen neu gefasst und weitere Anforderungen an die Spezifikation der gemeinwirtschaftlichen Verpflichtungen gestellt. Die Änderungen traten am 24. Dezember 2017 in Kraft.

## Ziele
Die VO 1370/2007 wurde mit drei wesentlichen Zielen verabschiedet:
- Sie sollte die Regelungslücken der bisherigen Verordnung (EWG) Nr. 1191/69 schließen und die daraus entstandenen unterschiedlichen Verfahrensweisen in den EU-Mitgliedsstaaten und damit verbundenen Rechtsunsicherheiten vermeiden. Insbesondere regelte die Verordnung (EWG) Nr. 1191/69 nicht die Art und Weise sowie die Bedingungen, unter denen öffentliche Dienstleistungsaufträge für Personenverkehrsdienstleistungen in der EU vergeben werden müssen.
- Mit der neuen Verordnung sollte die Zielsetzung von Artikel 14 des Vertrags über die Arbeitsweise der Europäischen Union (AEUV) für den Bereich des öffentlichen Personenverkehrs in ein Regelwerk überführt werden. Artikel 14 beauftragt die Union und die Mitgliedsstaaten, die Rahmenbedingungen für hochwertige Dienste im allgemeinen öffentlichen Interesse sowie deren Finanzierung zu gewährleisten.
- Drittes Ziel war die Gewährleistung sicherer, effizienter und hochwertiger Personenverkehrsdienste durch regulierten Wettbewerb. Dieser, so das Ziel der EU, soll zu einem attraktiveren Nahverkehr zu niedrigeren Kosten führen und Ungleichheiten zwischen den Verkehrsunternehmen der verschiedenen Mitgliedsstaaten abbauen.

## Gültigkeitsbereich
Als verbindliche Verordnung ist die VO 1370/2007 in allen Mitgliedstaaten unmittelbar gültig. Nationale Regulierungen zum öffentlichen Verkehr sind nur noch insoweit anwendbar als sie nicht von der Verordnung umfasst werden.
Anzuwenden ist die Verordnung für die Personenbeförderung auf der Straße oder der Schiene, soweit dieser als gemeinwirtschaftliche Verpflichtung im öffentlichen Interesse (vergleichbar dem deutschen Rechtsbegriff der Daseinsvorsorge) für die Allgemeinheit erbracht wird. Sie gilt nicht für öffentlichen Verkehr auf dem Wasser oder in der Luft, ebenso nicht für historische oder touristische Verkehre auf Straße oder Schiene. Vor allem hinsichtlich touristischer Verkehre wird die Abgrenzung allerdings als schwierig eingeschätzt. Den Mitgliedsstaaten steht es frei, sie auch bei Verkehren im öffentlichen Interesse auf Wasserstraßen anzuwenden. Für rein kommerzielle Straßen- und Schienenverkehre ohne jede Ausgleichsleistung durch die öffentliche Hand oder Gewährung ausschließlicher Rechte besitzt sie keinen Regelungsgehalt.

## Inhalte

### Zuständige Behörden
Ausschließlich die zuständigen Behörden dürfen den Betreibern des öffentlichen Personenverkehrs, also im Eisenbahnbereich den Eisenbahnverkehrsunternehmen (EVU) und auf der Straße den Verkehrsunternehmen, auf Basis der Verordnung durch sogenannte ausschließliche Rechte und/oder finanzielle Ausgleichsleistungen gemeinwirtschaftliche Verpflichtungen (beispielsweise bestimmte Linienführungen, Fahrpläne oder Ausstattungsmerkmale bei den eingesetzten Fahrzeugen) auferlegen, die durch die Unternehmen nur aufgrund des eigenen wirtschaftlichen Interesses nicht erbracht worden wären. Das Unternehmen ist nicht berechtigt, diese Verpflichtungen eigenständig zu verändern. Bei ausschließlichen Rechten wird das Unternehmen vor Konkurrenz auf der jeweiligen Linie oder in einem bestimmten Gebiet geschützt.
Die Verordnung bezeichnet mit dem Begriff der „zuständigen Behörde“ diejenigen Institutionen, die in den Mitgliedsstaaten ausschließlich dazu befugt sind, die Verordnung anzuwenden und regulierend in den öffentlichen Personenverkehr in einem bestimmten Gebiet einzugreifen. Die konkrete Benennung und Zuordnung dieser Funktionen zu bestimmten Behörden ist Aufgabe der Mitgliedsstaaten. In Deutschland ist die Funktion durch das Personenbeförderungsgesetz (PBefG) den ÖPNV-Aufgabenträgern zugewiesen, die wiederum durch Landesgesetze je nach Bundesland unterschiedlich zugeordnet sind. Das PBefG wurde mit Wirkung zum 1. Januar 2013 an den sich aus der Verordnung (EG) Nr. 1370/2007 ergebenden geänderten europäischen Rechtsrahmen angepasst. So wurden die Funktionen von ÖPNV-Aufgabenträgern und der Genehmigungsbehörde nach PBefG neu geordnet. Außerdem wurden die Anforderungen an die Vorabbekanntmachung und die nachfolgende Vergabe von Dienstleistungsaufträgen im PBefG neu aufgenommen bzw. verändert.
In Österreich regelt das Öffentlicher Personennah- und Regionalverkehrsgesetz 1999 (ÖPNRV-G 1999) die Zuordnung. Demnach ist der Bund für das Grundangebot im Schienenpersonennah- und -regionalverkehr zuständig. Die Länder und Gemeinden haben die Aufgabe, auf Basis des Grundangebotes gf. weitere nachfrageorientierte Verkehrsdienstleistungen im SPNV zu bestellen; zudem tragen sie die Verantwortung für den Kraftfahrlinienverkehr.

### Instrumente
Zur Umsetzung ihrer Ziele benennt die Verordnung in Artikel 3 zwei Instrumente, die den zuständigen Behörden zur Verfügung stehen:
- Öffentlicher Dienstleistungsauftrag für die Bestellung von Verkehrsleistungen (dieser stellt den Regelfall dar)
- Allgemeine Vorschriften zu Höchsttarifen (d. h. Begrenzung der Höhe der Beförderungsentgelte)

Darüber hinaus eröffnet sie die Möglichkeit, Beihilfen zur Finanzierung von Höchsttarifen für bestimmte Nutzergruppen (Schüler, Studenten, Auszubildende, Menschen mit eingeschränkter Mobilität) mittels einer Notifizierung bei der EU-Kommission von der Verordnung auszunehmen.

#### Öffentliche Dienstleistungsaufträge
Als öffentlicher Dienstleistungsauftrag im Sinne der Verordnung ist gemäß Artikel 3 Absatz 1 jede Vereinbarung zu verstehen, bei der zwischen dem Betreiber einer Personenverkehrsdienstleistung und der zuständigen Behörde für bestimmte, fest definierte gemeinwirtschaftliche bzw. im öffentlichen Interesse stehende Leistungen ein finanzieller Ausgleich und/oder ausschließliche Rechte gewährt werden. Dabei ist es unerheblich, ob ein externes Unternehmen beauftragt wird oder eine sogenannte In-House-Vergabe bzw. Direktvergabe erfolgt. Bei letzteren ist daher auch zwischen einem Aufgabenträger und dem eigenen kommunalen Unternehmen ein Rechtsverhältnis erforderlich, unabhängig davon, ob ggf. zwischen beiden eine Rechtsidentität besteht. Wesentliche Funktion der öffentlichen Dienstleistungsaufträge ist die Gewährleistung von transparenten, diskriminierungsfreien und der Marktsituation angemessenen Eingriffen in den Verkehrsmarkt. Dies bedeutet, dass jeglicher Zuschuss eines Aufgabenträgers zum öffentlichen Verkehr ausschließlich auf Basis einer Vereinbarung entsprechend der Verordnung (EG) Nr. 1370/2007 zulässig ist. Mithin ist der früher übliche nachträgliche Verlustausgleich je nach Höhe des Verlusts durch den Eigentümer eines kommunalen Unternehmens nicht mehr möglich. Auch mit dem eigenen Unternehmen muss bspw. ein Landkreis eine entsprechende Vereinbarung abschließen und dessen Verkehrsleistungen bestellen.
Im Dienstleistungsauftrag sind gemäß Artikel 4 der Verordnung mindestens die zu leistenden gemeinwirtschaftlichen Verpflichtungen und die entsprechende Kompensation zu regeln. Entsprechende Pflichten sind vor allem Fahrplan und Linienführungen, Vorgaben zum anzuwendenden Tarif, bspw. eines bestimmten Verkehrsverbunds, sowie Standards zur Angebotsqualität. Ebenso zählen in der Regel dazu Vorgaben zur Barrierefreiheit sowie zu Umweltstandards. Möglich sind auch soziale Standards, bspw. eine Tariftreueregelung. Mit der 2016 verabschiedeten Änderungsverordnung sind ab Ende 2017 zudem in einem Strategiepapier als Basis für den Dienstleistungsauftrag und die Bestellung von Verkehrsleistungen die gemeinwirtschaftlichen Verpflichtungen genauer zu spezifizieren und mit den politischen Zielen der zuständigen Behörde für den öffentlichen Verkehr zu verknüpfen. Ob das in Deutschland etablierte Planungsinstrument des Nahverkehrsplans die Rolle dieses Strategiepapiers übernehmen kann, ist noch nicht abschließend geklärt. Das beauftragte Unternehmen hat einen bedeutenden Teil der Verkehrsleistungen selbst und nicht durch Subunternehmer zu erbringen, also mindestens 25 Prozent. Weitere Anforderung ist die Klärung der Risiken, die durch Auftraggeber und Auftragnehmer zu tragen sind, vor allem die Frage des Erlösrisikos. Dies kann sowohl beim Betreiber (Nettovertrag) als auch beim Auftraggeber (Bruttovertrag) liegen, möglich sind aber auch Aufteilungen des Risikos zwischen den Vertragspartnern.
Weiterer wesentlicher Inhalt sind entsprechende Parameter für die Berechnung des Ausgleichs. Grundsätzlich sind die gemeinwirtschaftlichen Leistungen und der dafür zu leistende Ausgleich ex ante zu vereinbaren, eine nachträgliche Anpassung ist in der Regel nicht zulässig. Daher sind entsprechende Parameter nötig, um angemessen auch auf zwischenzeitliche Änderungen, bspw. Preissteigerungen oder Erlösänderungen reagieren zu können. Der Ausgleich muss zudem verhältnismäßig sein und darf nicht zu einer Überkompensation führen.
Als maximale Laufzeiten sieht die VO 1370/2007 in Artikel 4 Absatz 3 folgende Zeiträume vor:
- Busverkehr 10 Jahre
- Schienenverkehr 15 Jahre

Längere Laufzeiten sind möglich, wenn der Betreiber wesentliche, spezifisch an den Auftrag gebundene Investitionen tätigt, bspw. die Beschaffung von speziell auf ein bestimmtes Stadtbahnnetz ausgelegten Triebwagen. Bei Direktvergaben sind dann bis zu 22,5 Jahre Laufzeit möglich, im Falle von wettbewerblichen Vergaben auch darüber hinaus.

#### Allgemeine Vorschriften
Die Verordnung lässt gemäß Artikel 3 Absatz 2 die Anwendung Allgemeiner Vorschriften lediglich hinsichtlich tarifärer Maßnahmen zu. Dies bedeutet, dass bestimmte Tarife mittels öffentlicher Finanzierung in ihrer Höhe reduziert und die entstehenden Einnahmeverluste ausgeglichen werden können. Um den Anforderungen an Diskriminierungsfreiheit und Transparenz gerecht zu werden, müssen sie für alle im jeweiligen Gebiet tätigen Verkehrsunternehmen gültig sein und ihre zugrunde gelegten Berechnungsparameter offengelegt werden. Sie dürfen auch nicht durch zu enge räumliche Abgrenzung so definiert werden, dass sie de facto nur einem Unternehmen zugutekommen. Weiterhin dürfen sie nicht im Haushalt des Zuwendungsgebers gedeckelt werden, um auch hier diskriminierungsfrei jedem potenziell empfangsberechtigten Unternehmen Zugang zu ermöglichen. Im Sinne einer Bedarfsabschätzung ist es allerdings möglich, mittels Fristen und Anmeldung den Zugang zu steuern. Die zuständige Behörde muss zudem die jeweiligen Tarife genehmigen, um bspw. überhöhte Regeltarife auszuschließen. Es muss gewährleistet sein, dass die Verkehre bei Entfall der Verpflichtung auf reduzierte Tarife kostendeckend wären.

### Vergabe von Dienstleistungsaufträgen
Grundsätzlich sieht die Verordnung gemäß Artikel 5 Absatz 2 und 3 für die Vergabe von Dienstleistungsaufträgen für Verkehrsleistungen eine Direktvergabe oder eine Vergabe im Wettbewerb vor. Direktvergaben sind abgesehen vom Eisenbahnverkehr, bei dem sie auch an Dritte zulässig sind, mit wenigen Ausnahmen ausschließlich an sogenannte interne Betreiber möglich, also Verkehrsunternehmen, die im Besitz der öffentlichen Hand sind. Im Bus- und Straßenbahnbereich müssen diese, wenn sie nach Artikel 5 Absatz 2 der Verordnung direkt vergeben werden sollen, zudem nach einer Entscheidung des EuGH vom März 2019 in Verbindung mit einer Dienstleistungskonzession stehen. Andernfalls kann eine Direktvergabe gemäß § 108 Abs. 1 GWB erfolgen. Ausnahmen sind gemäß Artikel 5 Absatz 4 und 5 bei Leistungen von geringem Umfang sowie bei Vergaben an Kleine und mittlere Unternehmen zulässig, ebenso als Notvergabe bei Ausfall des bisherigen Betreibers. Zum Eisenbahnverkehr sind nach dieser Entscheidung des EuGH im Übrigen auch die U-Bahnen zu rechnen, unabhängig davon, welchen Rechtsnormen sie ansonsten in den Mitgliedsstaaten unterliegen (im deutschen Recht werden U-Bahnen gemäß PBefG rechtlich als Straßenbahnen eingeordnet).
Unterschiede bei der wettbewerblichen Vergabe gibt es zwischen Eisenbahnverkehren, Dienstleistungskonzessionen und Aufträgen unterhalb bestimmter Schwellenwerte einerseits und allen übrigen Verkehren mit Bussen und Straßenbahnen andererseits. Letztere sind nach den Richtlinien 2004/17/EG und 2004/18/EG des EU-Vergaberechts zu vergeben (in Deutschland mit § 108 GWB in nationales Recht umgesetzt), erstere nach den Vorgaben von Artikel 5 Absatz 3 der Verordnung (EG) Nr. 1370/2007. Begründet ist dies darin, dass sich die Vergabe eines entsprechenden Dienstleistungsauftrags von einem gewöhnlichen Beschaffungsvorgang dadurch unterscheidet, dass sie auch den Markt beeinflusst und Eingriffe – wie etwa ausschließliche Rechte – umfasst, die über eine reine Beschaffung hinaus gehen. Auf Basis von Artikel 5 Absatz 3 sind damit auch bspw. für komplexere Vergaben Verhandlungsverfahren möglich.
Wesentliche Anforderungen der Verordnung an Vergabeverfahren auf Basis von Artikel 5 Absatz 3 sind:
- Transparenz und offener Zugang für alle potenziellen Anbieter innerhalb der EU
- Diskriminierungsfreiheit und neutrale Beschreibung der zu vergebenden Leistungen
- Gegenseitige Anerkennung von Leistungs- und Befähigungsnachweisen
- Bekanntgabe der Wertungskriterien für die Angebote

Mit der Verordnung (EU) 2016/2338 wurden die Informationspflichten der zuständigen Behörden konkretisiert, diese müssen bei wettbewerblichen Vergaben den Bietern alle relevanten Informationen bereitstellen. Im Eisenbahnbereich ist zudem seither zu prüfen, ob Maßnahmen zur Sicherung eines diskriminierungsfreien Zugangs zu Rollmaterial erforderlich sind.

### Publikationspflichten
Die Sicherung einer transparenten und fairen Vergabe und Finanzierung von öffentlichen Verkehrsleistungen war ein wesentliches Ziel bei der Verabschiedung der Verordnung. Sie regelt daher in Artikel 7 die Veröffentlichungspflichten durch die zuständigen Behörden. Jeder ÖPNV-Aufgabenträger ist danach verpflichtet, einmal pro Jahr einen Bericht über die von ihm eingegangenen gemeinwirtschaftlichen Verpflichtungen für ÖPNV-Leistungen im Sinne der Verordnung zu publizieren. In diesen Berichten sind mindestens die konkreten Verpflichtungen zu Leistungsumfang und Qualität des ÖPNV-Angebots einschließlich des erreichten Umsetzungsgrades der Angebotsqualität zu benennen. Weiterhin sind die Verkehrsunternehmen zu benennen, mit denen entsprechenden Dienstleistungsaufträge abgeschlossen wurden, wobei auch die Art und Weise der Vergabe darzustellen ist. Aufzulisten sind ebenso die Finanzierungsparameter, also die vereinbarte Ausgleichsleistung pro bestellter Leistungseinheit. In der Regel wird diese in Euro pro Zug- oder Buskilometer benannt.
Rechtzeitig vor Auslaufen eines alten Dienstleistungsauftrags ist durch die ÖPNV-Aufgabenträger im Amtsblatt der Europäischen Union über die dann geplante Neuvergabe in Form einer sogenannten Vorabbekanntmachung zu informieren. Die Verordnung sieht in Artikel 7 Absatz 2 dafür eine Frist von mindestens einem Jahr vor. Dies gilt unabhängig von der bisherigen oder künftig geplanten Form der Vergabe. Lediglich wenn künftig keine öffentliche Finanzierung mehr erfolgen soll, ist dies nicht erforderlich. Mit der Veränderungsverordnung wurde 2016 zudem die Pflicht implementiert, in der Vorabbekanntmachung auch den vorgesehenen Beginn des neuen Dienstleistungsauftrags sowie dessen Laufzeit zu benennen und die politischen Ziele des mit der Änderung neu eingeführten Strategiepapiers zu berücksichtigen. Ebenfalls dem Ziel der Transparenz geschuldet ist schließlich die Vorgabe, dass bei Direktvergaben spätestens ein Jahr nach Vergabe eine gesonderte Begründung einschließlich Beschreibung der zu erbringenden Verkehrsleistungen und die Benennung der Ausgleichsparameter publiziert wird.